# Mian–Chowla-sorozat
A matematikában a Mian–Chowla-sorozat egy rekurzív módon definiált, egész számokból álló számsorozat. A sorozat a következőképpen határozható meg. Első tagja
{\displaystyle a_{1}=1.}
Ezután minden {\displaystyle n>1}-re, {\displaystyle a_{n}} a legkisebb egész szám, amire a páronkénti
{\displaystyle a_{i}+a_{j}}
összeg egyedi bármilyen {\displaystyle n}-nél nem nagyobb {\displaystyle i} és {\displaystyle j} egészre.
A sorozatot Abdul Majid Mian és Sarvadaman Chowla definiálta elsőként.

## Tulajdonságai
Kezdetben, {\displaystyle a_{1}}-nél egyetlen páronkénti összeg van, az 1 + 1 = 2. A sorozat következő tagja, {\displaystyle a_{2}} = 2, mivel a páronkénti összegek 2, 3 és 4 mind különbözőek. Ezután {\displaystyle a_{3}} nem lehet 3, mivel akkor nem egyedi páronkénti összeg keletkezne, hiszen 1 + 3 = 2 + 2 = 4. Ezért {\displaystyle a_{3}=4}, a páronkénti összegek pedig 2, 3, 4, 5, 6 és 8. A sorozat így kezdődik:
1, 2, 4, 8, 13, 21, 31, 45, 66, 81, 97, 123, 148, 182, 204, 252, 290, 361, 401, 475, ... (A005282 sorozat az OEIS-ben).
A sorozat tagjainak reciprokösszege véges, méghozzá
{\displaystyle \sum _{i=1}^{\infty }{\frac {1}{a_{i}}}},
2,158452685 és 2,15846062 közé esik.

## Hasonló sorozatok
Ha {\displaystyle a_{1}=0}, az eredményül kapott sorozat nagyon hasonlóan alakul, csak minden eleme eggyel kisebb lesz (tehát 0, 1, 3, 7, 12, 20, 30, 44, 65, 80, 96, ...  A025582).

## Fordítás
- Ez a szócikk részben vagy egészben a Mian–Chowla sequence című angol Wikipédia-szócikk ezen változatának fordításán alapul.  Az eredeti cikk szerkesztőit annak laptörténete sorolja fel. Ez a jelzés csupán a megfogalmazás eredetét és a szerzői jogokat jelzi, nem szolgál a cikkben szereplő információk forrásmegjelöléseként.